# 焜炉

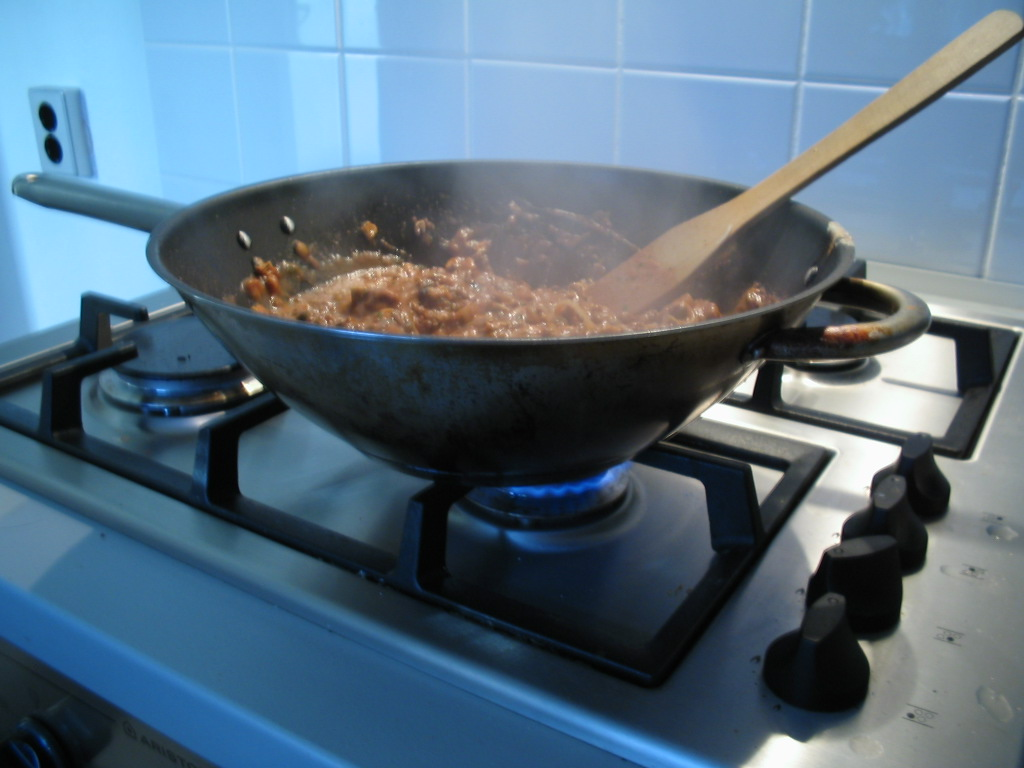
ガス焜炉を点火して調理している状態

焜炉（こんろ、コンロ）とは、金属や土で作った、持ち運びが便利な炊事などに用いる小さい炉のことあるいは七輪のこと。現代ではガスこんろ、電気こんろなど、一口の煮炊きに用いる器具の呼び名として用いられている。
特許庁によれば、「直接的な食品支持部を有しないもの」で電気・気体燃料・液体燃料を熱源とする調理用加熱器あるいは「木炭こんろ」や「練炭こんろ」のように固形燃料を熱源とするもの。
本来は運搬可能な小型の調理用の炉をさしたが、今日では鍋釜などの調理器具を加熱する据付型の燃焼器具または加熱器具も含まれる。

## 概要

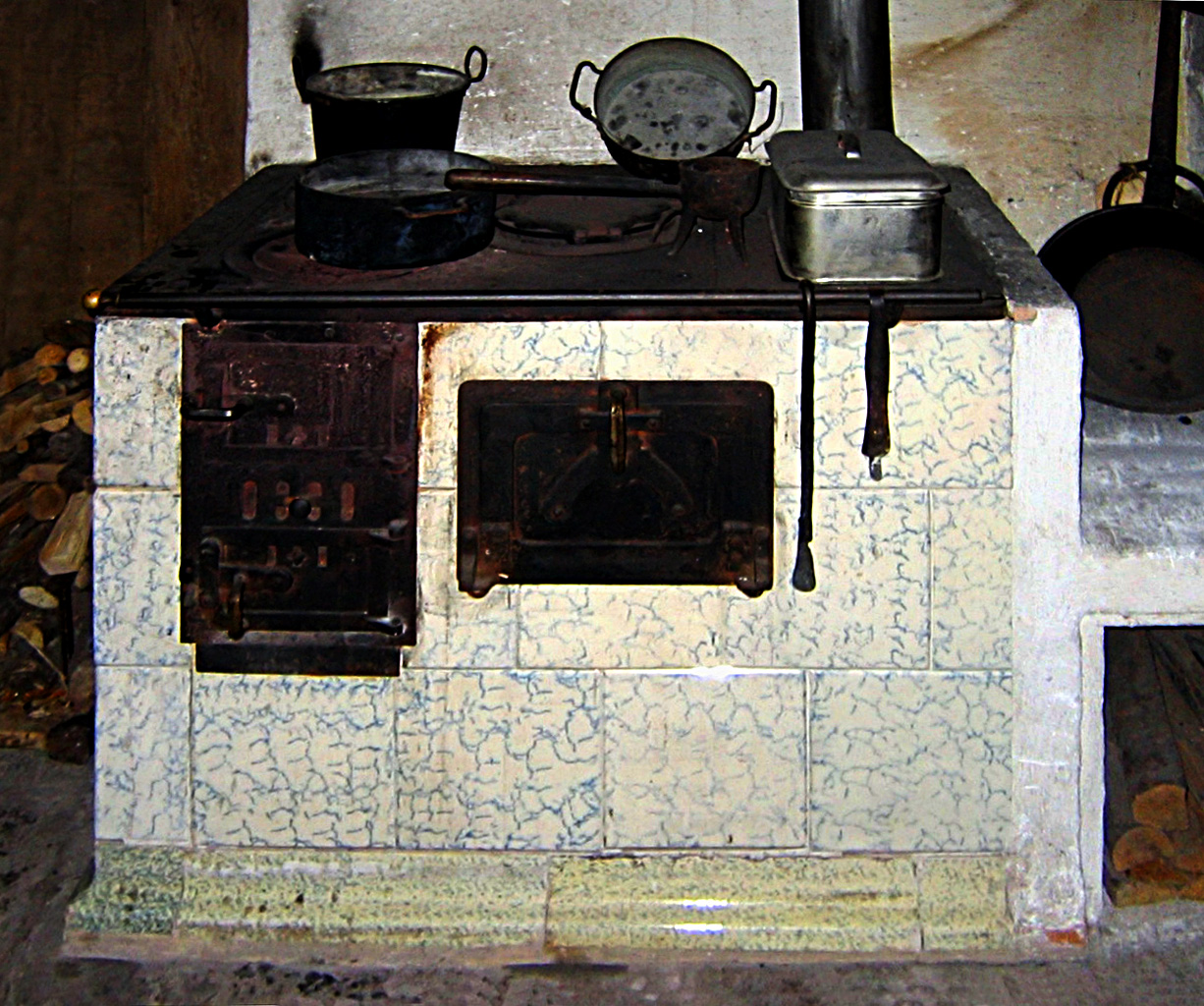
薪焜炉

焜炉は家庭で使用される炊事用の小型の火炉をいう。加熱用の調理器具としては「最も古くから使用されている器具」ともいわれる。
本来焜炉とは運搬可能な調理用の炉をさしていた。江戸時代の遺構（江戸遺構、四国城下町遺構など）から多くの持ち運び可能な土師（はじ）製火床が発掘されている。
一般的なものには、鋳鉄製七輪、卓上コンロ、クッキングテーブル、ガステーブルなどがある。七輪も焜炉の一種であり、江戸時代の終わり頃までには作られたことが分かっている。このほかキャンプ及び登山用品として様々な種類の携帯用焜炉も存在する。
熱源の種類では、固体燃料（木炭・練炭・固形アルコールなど）焜炉、液体燃料（灯油・ガソリン・アルコールなど）焜炉、ガス（都市ガス・プロパンガスなど）焜炉、電気焜炉などに分けられる。

## 名称
焜炉の「焜」とは広韻で「火の貌（かたち）」と解釈され、つまり熱炉・熾炉（しろ）というに等しい。カタカナでコンロと表記されることが多いが、西欧語ではなく日本語の在来語（漢語）である。
英語ではkitchen stoveと呼ぶが、その中核部分、炉口のことはアメリカ英語でクックトップ (cooktop) 、ストーブトップ(stove top)またはレインジ／レンジ (range)、イギリス英語ではハブ (hob)と呼ばれることがある。中国語では炉子（炉灶または炉子：ストーブ、小炉子：ミニ火鉢）と呼ばれる。
呼び方の例
- ガス台
- ガステーブル
- クックトップ（日本国外製品に対し用いられることが多い。）
- ビルトイン焜炉（流し台に組み込まれた焜炉）
- ストーブ - カタカナ英語としては特にアウトドア向けの焜炉を示す。
- ガスレンジ（狭義にはオーブン、コンビネーションオーブンレンジ（電子レンジとガスオーブンが組み合わさったもの）、コンベックを対象とする。）

## 焜炉の種類と特徴
一般に焜炉は、熱源として電気を使うものと、燃料を使うものとに大別できる。電気を使うものには電気抵抗を利用するタイプ（電気抵抗）と電磁誘導を利用するタイプ（電磁誘導）とがあり、燃焼加熱によるものの燃料には（固体燃料）、（液体燃料）および（気体燃料）と各物質状態の燃料がある。
焜炉の種類により、それぞれ得手、不得手がある。

### 石炭焜炉・かまど（固体燃料）

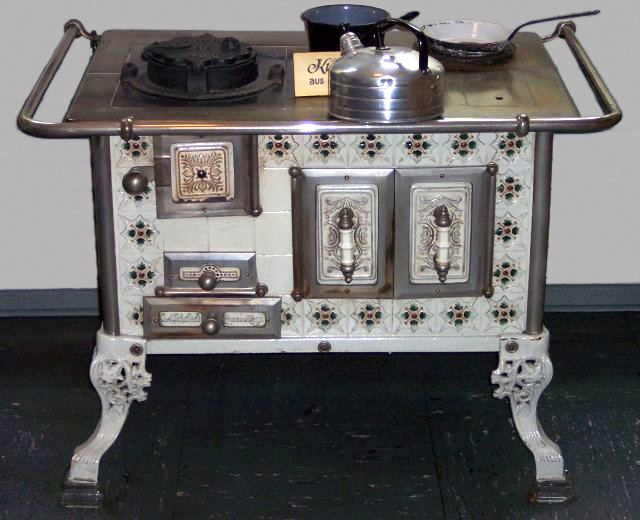
石炭焜炉

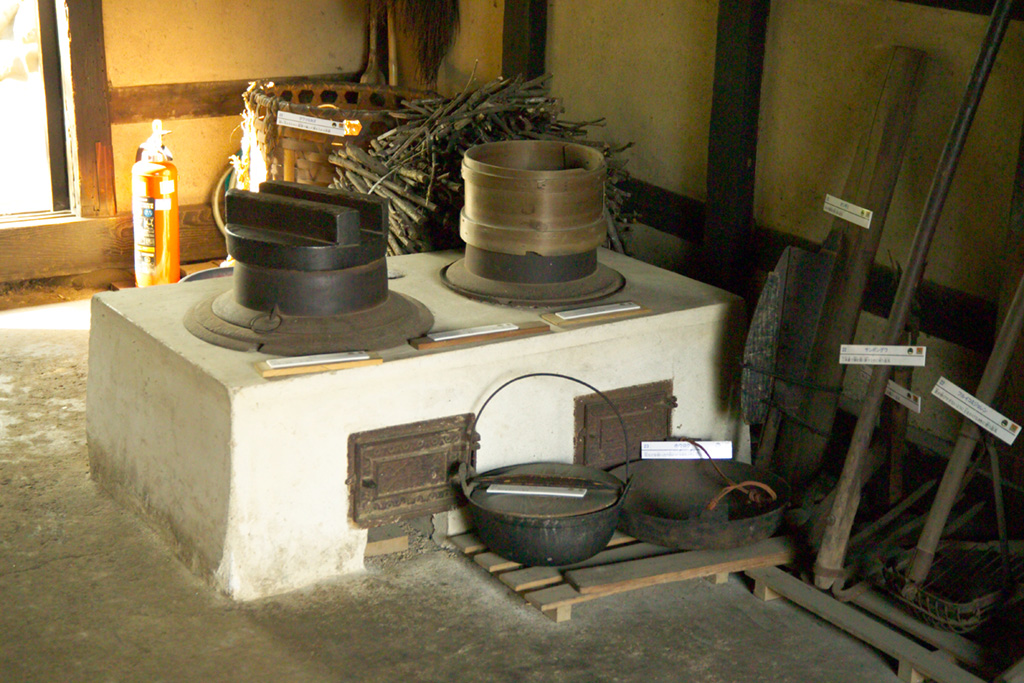
日本の竃

### 石油焜炉・アルコール焜炉（液体燃料）

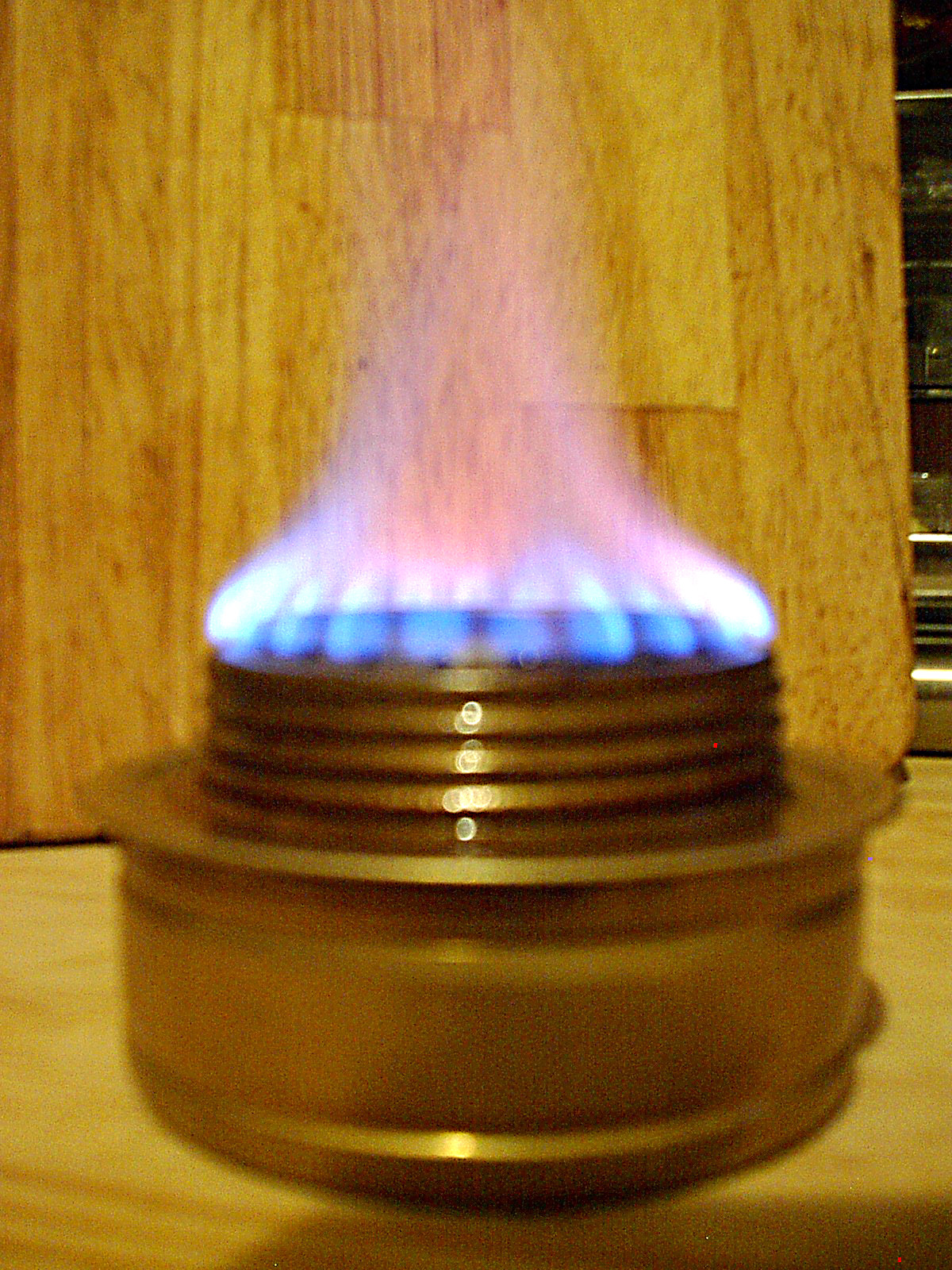
燃焼時のアルコール焜炉

#### バイオエタノール焜炉
バイオエタノールで燃料として着火するバイオエタノール焜炉もある。

### ガス焜炉（気体燃料）

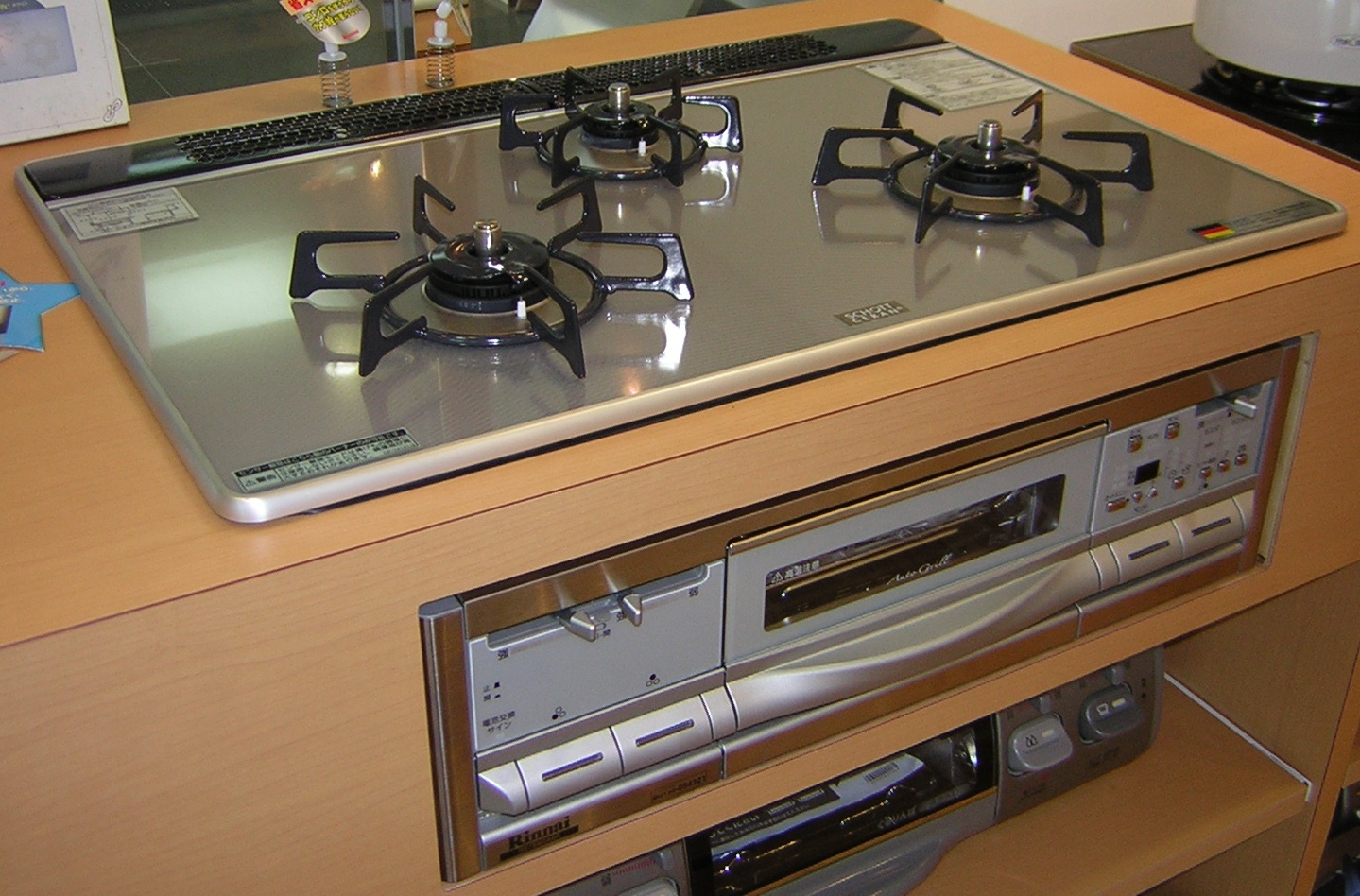
ガス焜炉

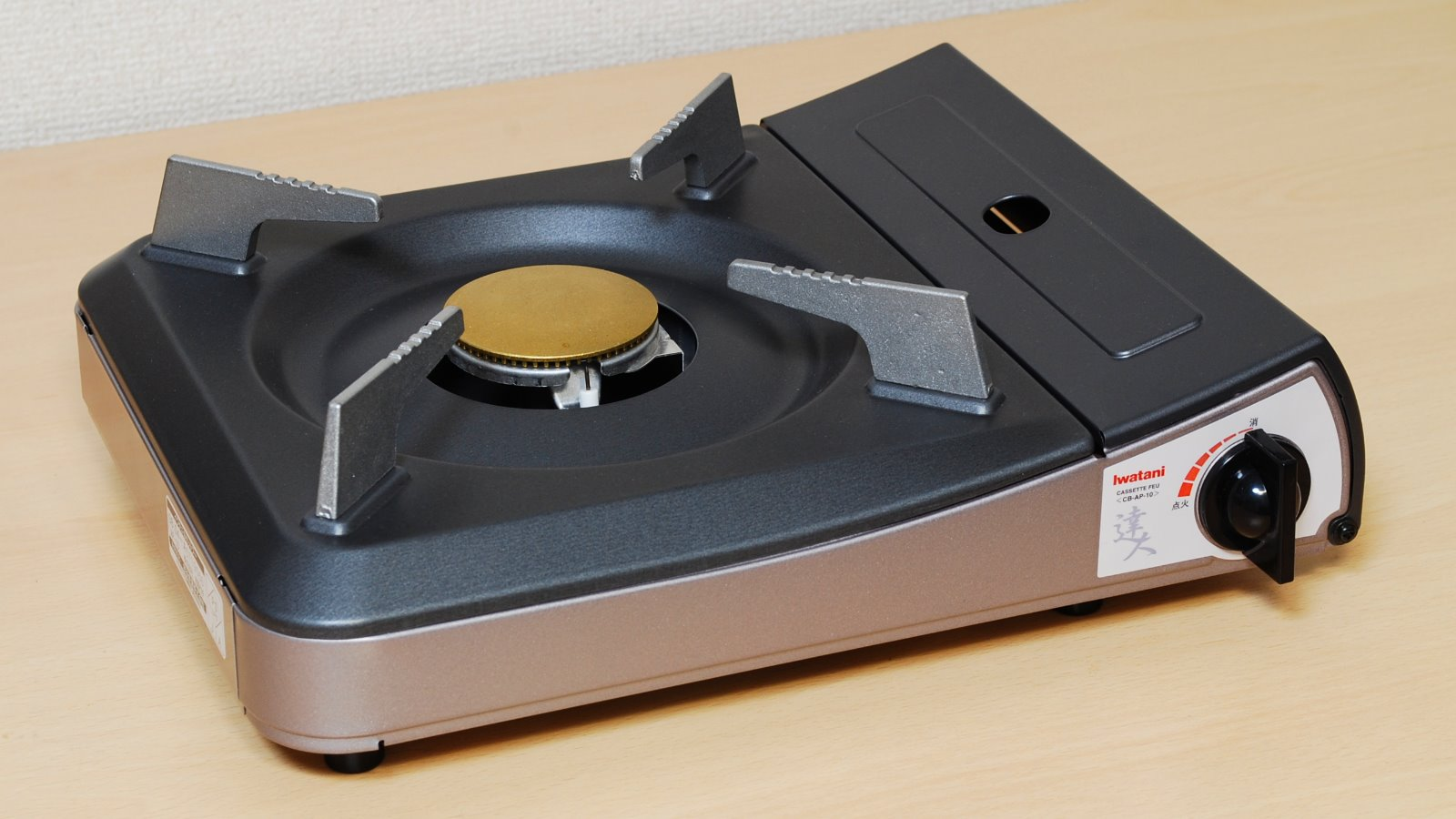
カートリッジガスこんろ（カセットこんろ）
（イワタニカセットフー「達人」）

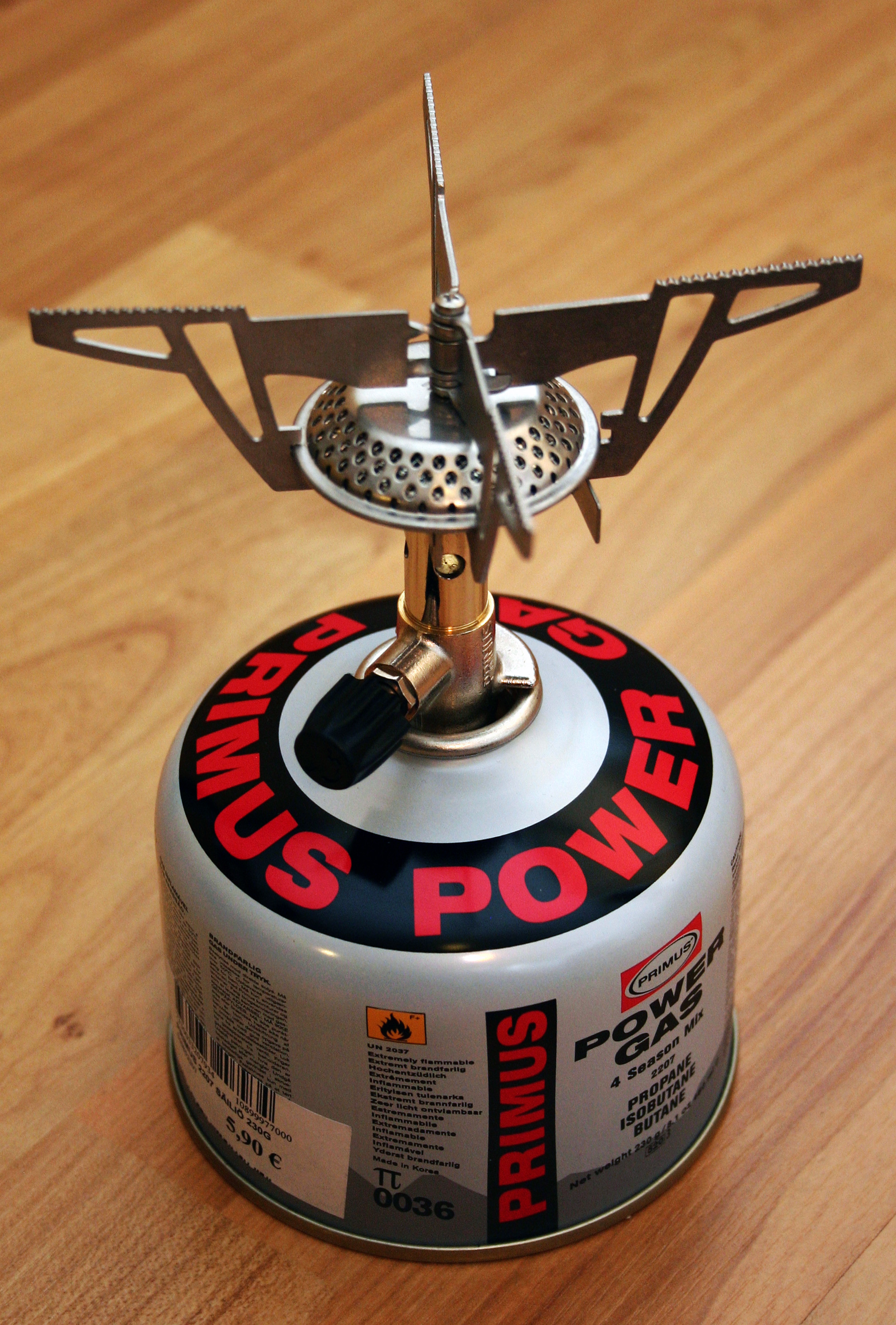
イワタニ・プリムスのアウトドア用ガスポータブルストーブ。下がカセットボンベ(OD缶)。

都市ガスやプロパンガス (LPG) の可燃性気体を燃料とする焜炉。安定した火力で調理する際に威力を発揮する。その一方で小型の物は常温下では安定した火力が簡単に得やすいことから、沸点が高くカートリッジの耐圧製が低くできるブタン（ガスライターの燃料）や混合ガスを充填したカートリッジを使用する。
プロパンや都市ガスなどを使用する据え置きタイプの物は火力の調節が簡単で、炒め物などの高温を必要とする調理から煮物などの弱火を長時間用いる調理にまで、幅広く用いることが可能である。簡易式のカートリッジを使うタイプでも他の移動式焜炉より点火が簡便で、また高温も得やすい。
燃料とするガス種類は大きく分けて、メタンを主成分とする天然ガスと、高圧下で液体にしてタンクに貯蔵してあるプロパン・ブタンを主成分とする液化石油ガスがある。ガス種にあう焜炉を用いないと適切な燃焼状態を確保することが困難であり、かつて行われた都市ガスの天然ガス化は、切り替え地域毎に全都市ガス機器の改造・交換を伴う大事業となった。部品交換により燃料転換修理も可能な焜炉も少なくないが、意外と料金がかかる場合がある。
温度や気圧で揮発・膨張率に大きな差が生じることから、液化石油ガスをカートリッジに入れて用いる卓上用（カセットこんろ）およびキャンプ用のカートリッジガスこんろは、寒冷地や高山地帯における使用に支障をきたすことがある。そのため、一般的にカートリッジにはブタンが充填されるところ、冬季用ではより沸点の低いイソブタン、またはプロパンも混入されている。
換気が適切でない室内において燃焼を継続すると、不完全燃焼による一酸化炭素を発生させ一酸化炭素中毒による事故となる。ガス焜炉から排出される大気汚染物質（亜酸化窒素、二酸化窒素、水銀など）は、世界中で呼吸器疾患や早期死亡を生じさせている。ガス漏れの際に嗅覚で容易に発見するために家庭用ガスには付臭することが法で定められていることや、ガス機器や配管損傷を主とする大量の漏れに対しては、ガスメーターの安全装置およびヒューズガス栓が作動しガス供給遮断される等の対策が施されている。焜炉での事故は誤使用に起因することが多いが、安全保護機能を備え付けられたガス焜炉の普及により減少傾向となった。
ガス焜炉はまた、メタンをはじめとする温室効果ガスも発生させ、地球温暖化を促進している。前記の健康問題と環境問題に対処するため、ガス焜炉から電磁調理器（IH）に切り替える動きもある。

#### 家庭用機器
ガステーブルは一つの台枠内に焜炉を2から3個設けたもので、グリルを附属させたものもある。システムキッチンとして組み込まれた（ガス焜炉の上面と手前操作部のみ露出）状態で固定されたものはビルトイン焜炉と呼ばれる。焜炉手前に組み込まれたグリル機能のある焜炉をガスレンジと呼ぶ。
一方、大型鍋用あるいは業務用に用いられる本体が鋳物でできた鋳物コンロ（ハイカロリーコンロ）と呼ばれるものもある。
かつて日本では機構としてはバーナーとガス弁だけだったが（マッチ・種火などで点火していた）、圧電火花着火装置が追加され（後述の通り後には殆どが電池電源化された）、立ち消えガス停止装置が追加され（義務化）、過熱消火（弱火化）装置・連続燃焼停止装置が追加され（義務化）、モデルによっては火力電子制御装置が追加されるようになったが、業務用には原始的な機構のモデルも残る。
台所用のガス焜炉の焜炉部分は、バーナー、五徳（ごとく）、台枠を組み合わせたものである。バーナーはガスを燃焼させる部分で、バーナーヘッドが分離しているものが多い。五徳は鍋等の調理器具が燃焼を妨げることなく、かつ熱効率の最も良い位置で安定して使用できるようにするため支持する器具である。また、台枠はバーナーの周囲で過熱が生じたり燃焼が不安定にならないようにするためのもので、調理物を安全に支えるだけの強度と耐熱性を要する。かつては天板に大きく穴を開け抉れた汁受け皿を載せ、バーナーが沈み込むように設置していて、大質量の五徳がその周りを固めていて、天板中央部にグリル排気口が設けられていたが、温度センサー実装義務化対応バーナー切り替えと合わせて、バーナーが天板から突き出るようになり、五徳が軽量化されて清掃が容易になり（その代わり溢れた汁類は天板に直接流れる）、グリル排気口が天板奥に移動したのと合わせて、天板の強度剛性が向上した（或いは薄くできるようになった）。この深汁受け皿廃止、バーナー位置上昇により、同筐体サイズでグリルの内寸拡大が図られた。
点火&消火と火力調節つまみはかつてダイヤル式が主流だったが、現行モデルは点火&消火ボタンと火力調節つまみが別々になっており、点火と消火はボタンを押して・火力調節はつまみを左右に動かして行う方式に統一されている（実際には旧式のダイヤル式も継続販売されている。）。なお据置型およびビルトインガステーブルは「都市ガス用」と「個別プロパン用」の2種類が製造されており、使用する家庭および地域のガス種に適合した器具を用いないと「不完全燃焼による火災や一酸化炭素中毒」・「ガス漏れによる爆発や中毒事故」の危険がある。
壁内部が長期間にわたり熱せられ炭化することで生じる「壁内自然発火による火災」を防ぐため・ガステーブル周辺の壁には金属製防熱版を取り付けると共に、機種選定時は「壁から遠い側に強火力（ハイカロリー）バーナーが来る」ようにしなければならない（強火力バーナーが左側は右壁用・逆は左壁用）。加えて爆発引火火災防止のため「ガス漏れを知らせる警報器を（プロパンは空気より重いため）床面近くへ設置する」と共に、熱がこもりやすいキッチンフード内には（居室用の樹脂製ではなく）引き紐を含め金属製の不燃型換気扇を取り付けるよう消防法で定められている。さらにガス元栓と器具本体をつなぐゴムホースは劣化しやすいため、ガス漏れ事故（ガス中毒や火花の引火によるガス爆発）防止の観点から「異常がなくても2～3年に一度の交換」が推奨されている（一つの元栓からのガスホース分岐配管は、ガス漏れや不完全燃焼による一酸化炭素中毒の危険があるため禁止。ガス燃焼機器設置工事は「ガス工事担任者資格を有する人が行う」よう定められており、無資格者による素人設置工事は事故防止の観点から厳禁。またリフォームなどのためガス機器・配管・ボンベ・メーターを移設したり、オール電化へ切り替えるためガス機器・配管・ボンベ・メーターを撤去する場合もガス事業者への連絡が義務付けられており、ガス機器・配管・ボンベ・メーターを素人が無断で撤去・移設する行為は禁止）。
据置型ガステーブルは高圧放電点火および安全装置の動力源として乾電池を用いており、電池交換時期を赤ランプ点滅で知らせる機能を備えている（単1型2本使用、必ずアルカリを用いる。電池ケースは引き出し式でストッパー付きのため取り外し不可。通常使用時は約1年で乾電池が消耗。着火後も点火ボタンを押して放電を続けたり、ガス元栓を閉めたまま点火ボタンを押して放電すると乾電池の消耗が早まる）。
現代はオール電化住宅とIHクッキングヒーター普及・原油高に伴うガス料金高騰により、据置型ガステーブルの需要は減少傾向にある。

#### 鋳物こんろ
鋳物こんろは、鋳物製の一口こんろでバーナー部のリングが二重のものや三重のものなどがある。比較的シンプルな構造で堅牢で安価なことから一般飲食店等で多く使用されている。
特殊な例になるが、第二次世界大戦時の金属供出に金属の鋳物の焜炉も含まれており、代用陶器として、陶製の焜炉が開発され流通した。しかし戦後は法令そのものが廃止され物資も戻ったため、代用陶器は消滅した。

#### ガスレンジ
ガスレンジはトップバーナーとオーブンで構成されるガスレンジで、レストラン、ホテル、学校、病院等の最も基本的な厨房機器である。

#### 中華レンジ
中華レンジは中華料理店などでの使用に特化したレンジで、鍋に合わせて特殊な中華五徳と呼ばれる五徳が搭載されている。内管式と外管式がある。火力が強く背面に排水溝を備えた特殊な構造である。

#### カセットコンロ
日本の卓上用カートリッジガスこんろ（通称カセットこんろ）は、1969年に岩谷産業で業界で初めて開発された卓上カセットコンロ「イワタニホースノン・カセットフー」であり、コンセプトの「ホースがなく持ち運びに便利」が話題を呼び大ヒット商品となった。その後数社から同様の商品が発売され、1991年（平成2年）7月1日に日本工業規格「カセットこんろ (JIS S S2147)」・「カセットこんろ用燃料容器 (JIS S S2148)」が制定された。
しかし、カセットボンベの規格が複数規定されていたため1995年（平成7年）1月17日に発生した阪神・淡路大震災において、被災者間や救援物資においてカセットボンベが融通できない問題が発生し、規格統一の必要性が認識された。これを教訓として、1998年（平成10年）2月20日に日本工業規格「カセットこんろ (JIS S S2147)」「カセットこんろ用燃料容器 (JIS S S2148)」の改正が行われ、カセットボンベ（CB缶）の形状が一種類に規定された（→参考）。
ただし旧規格の製品が現存していたり、指定品以外を使うとガス漏れが生じる製品があったり、ガスボンベによってはガスの成分の割合がわずかに異なるため部品を劣化させる恐れがある。また指定検査機関の日本ガス機器検査協会のJIA認証は、メーカーの指定品を使用した検査しか行っていないため互換性・安全性を保障できず、また生産物賠償責任保険の対象外になることから、メーカーでは指定品以外は使用を禁止している。ただしJIA認証マークがある製品同士であれば、実用上問題が生じることはほとんどない。
また、アウトドア向けに販売されているカセットボンベ（OD缶）に関しては欧州規格EN 417が存在するものの実際に他社製品を使うと不具合が生じたり、キャンピングガスのような独自規格のものも存在しているため、完全には統一できていない。一般用途向けのカセットボンベ（CB缶）をアウトドア用コンロに転用する場合には、別途専用のアダプタが必要になる。逆にアウトドア向けのカセットボンベは形状の問題から、そもそもカセットコンロに接続できない場合が非常に多い。
カセットこんろの規格変更、製品製造終了後もメーカーは旧式となった製品用カセットボンベを、しばらくの期間製造供給を続けたり、カセットボンベそのものの製造が終了しても、流通在庫が存在するためしばらくの期間旧製品用カセットボンベの店頭販売が継続されるため、注意が必要である。さらに、カセットボンベに形状が類似した特定用途器具用LPG燃料容器が流通しているため、誤ってカセットこんろに使用しない様に注意が必要である。カセットこんろは使用が手軽であるため、種々の誤った使用による爆発・火災などの事故も多いため、業界団体により注意喚起がなされている。
液化石油ガスは品質変化が起き難いため、使用期限等が定められていないが、保管環境や期間によりカセットボンベそのものが劣化するため使用においての注意喚起がなされている。一般的には7年程度の保存が可能とされているが、保存環境次第では保存期間内でもボンベが錆びていたりする場合もあり、その場合は利用を控える方が好ましい。逆に適切に保管されている場合、10年以上の保管にも耐えうるがやはりこの場合も緊急時等でなければ使用を控えたほうが良い。
なお、カセットボンベの廃棄についてはスプレー#廃棄時の注意を参照。
カセットこんろは据え置き型のこんろに比べて五徳の長さが短い製品が多く、小型なべや鍋焼きセットの容器が五徳から外れガス口に落ちてしまう場合もある。小さなものを加熱する際は、必要に応じて金網などで支えるとよい。
現在の液化石油ガス自体には毒性はないが、液化石油ガスをそのまま吸引すると、酸欠による中毒を起こす危険性がある。
2000年代には、ガス焜炉でも調理器具を加熱する天板を拭き掃除しやすいように、ガラスコートを施されたガラストップコンロが販売されている。これはIHクッキングヒーターの「上面が平らであり拭き掃除がしやすい」というメリットをガス焜炉にも導入したものである。従来の五徳が際立ったフッ素コーティングの焜炉より、デザイン性に優れ、掃除がしやすいなど利便性が向上している。この動きにより、ガス焜炉のデザイン史も大きく進化した。業務用器具としては、IHクッキングヒーターのように天板が平らであるが加熱方式はガス燃焼式の焜炉もある（鉄板焼類仕様としては昔からある）。
近年、省エネの点でも改良が進み熱効率が向上し調理時間がさらに早くなっている。炎の形状では外炎式と内炎式がある。内炎式の場合、炎が内側に向くため効率がよいが、過熱防止温度センサーに燃焼ガスの影響が生ずる為、過熱防止温度センサー付きモデルには内炎式は見られない（バーナー直上へのガス噴射口すら廃止されている）。カートリッジガスこんろ（カセットこんろ）においても内炎式商品が製造されている。たとえばある内炎式のカートリッジガスこんろは72分間の持続時間がある。
2008年10月1日「ガス事業法」および「液化石油ガスの保安の確保及び取引の適正化に関する法律（液石法）」により「PSTG」または「PSLPG」マークを貼付していないガス焜炉の販売、販売目的の陳列が禁止された。中古品等についても同規制を受けるので注意が必要。また、「カセットこんろ」の名称が「カートリッジガスこんろ」に変更され、関係省庁の公示文書では変更された名称で表示されている。

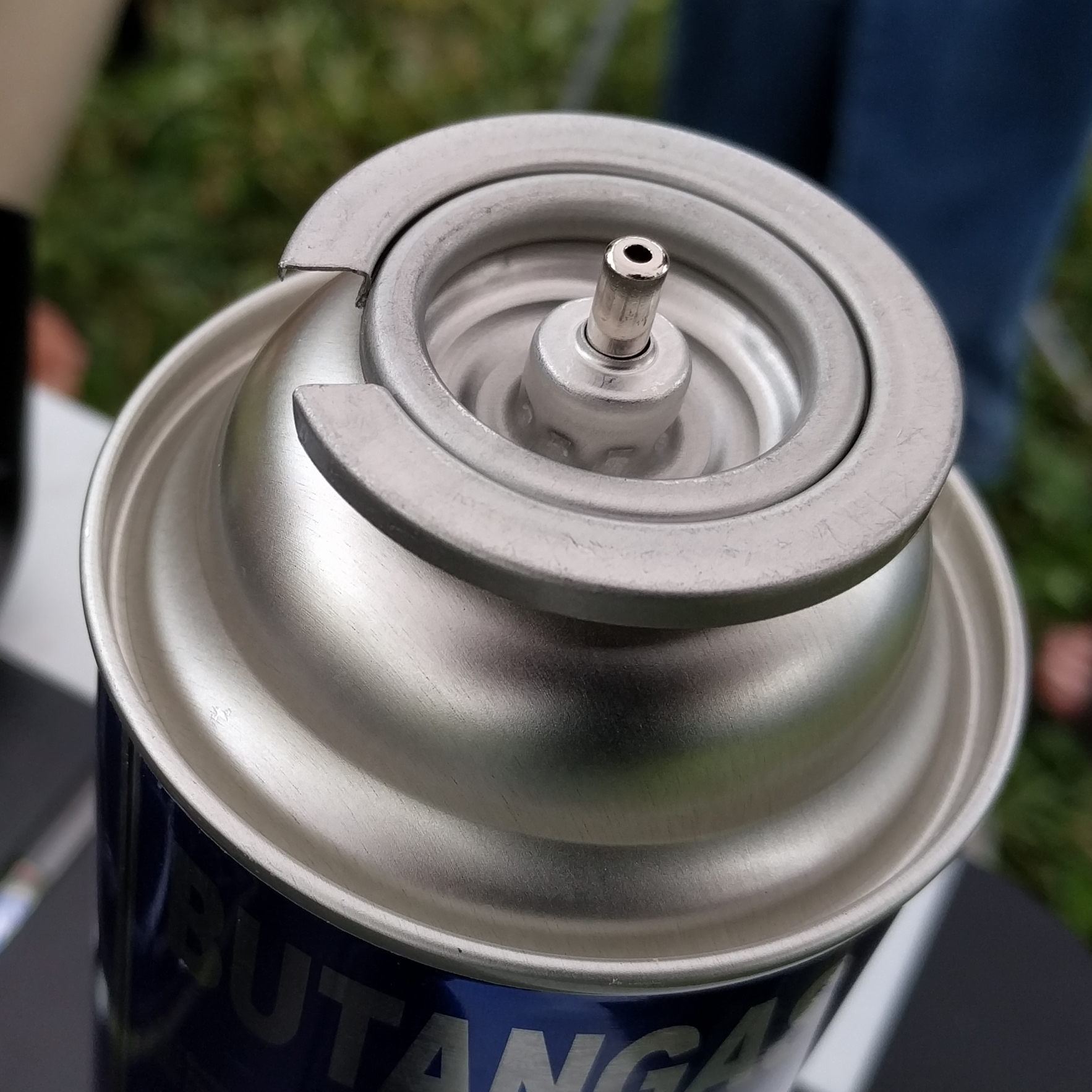
家庭用カセットボンベ（CB缶）のバルブ
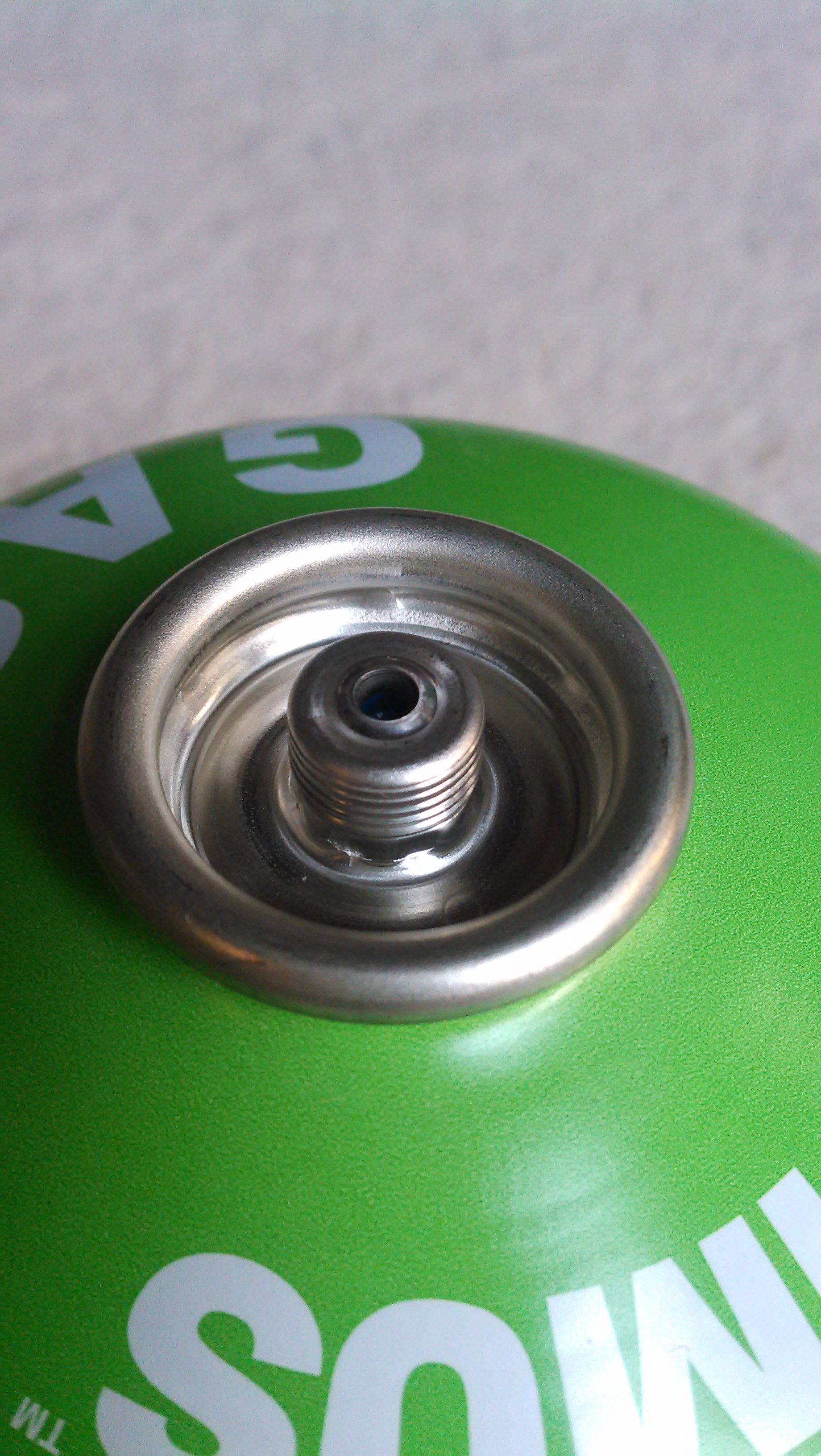
Lindal B188バルブ（EN 417）を採用した、OPTIMUS Universal Gas（OD缶）のバルブ
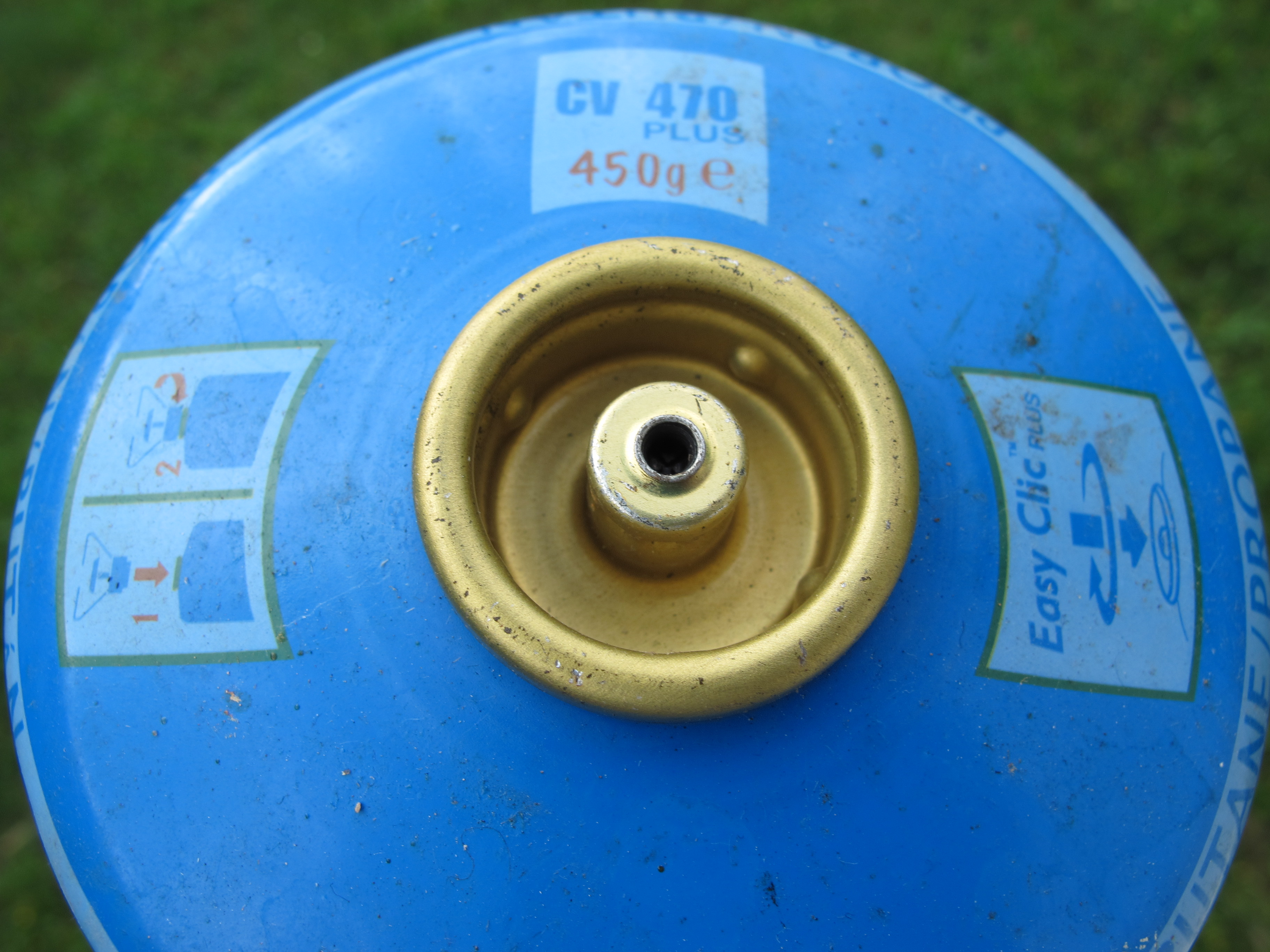
独自規格のバルブを採用した、キャンピングガスCV470（OD缶）のバルブ
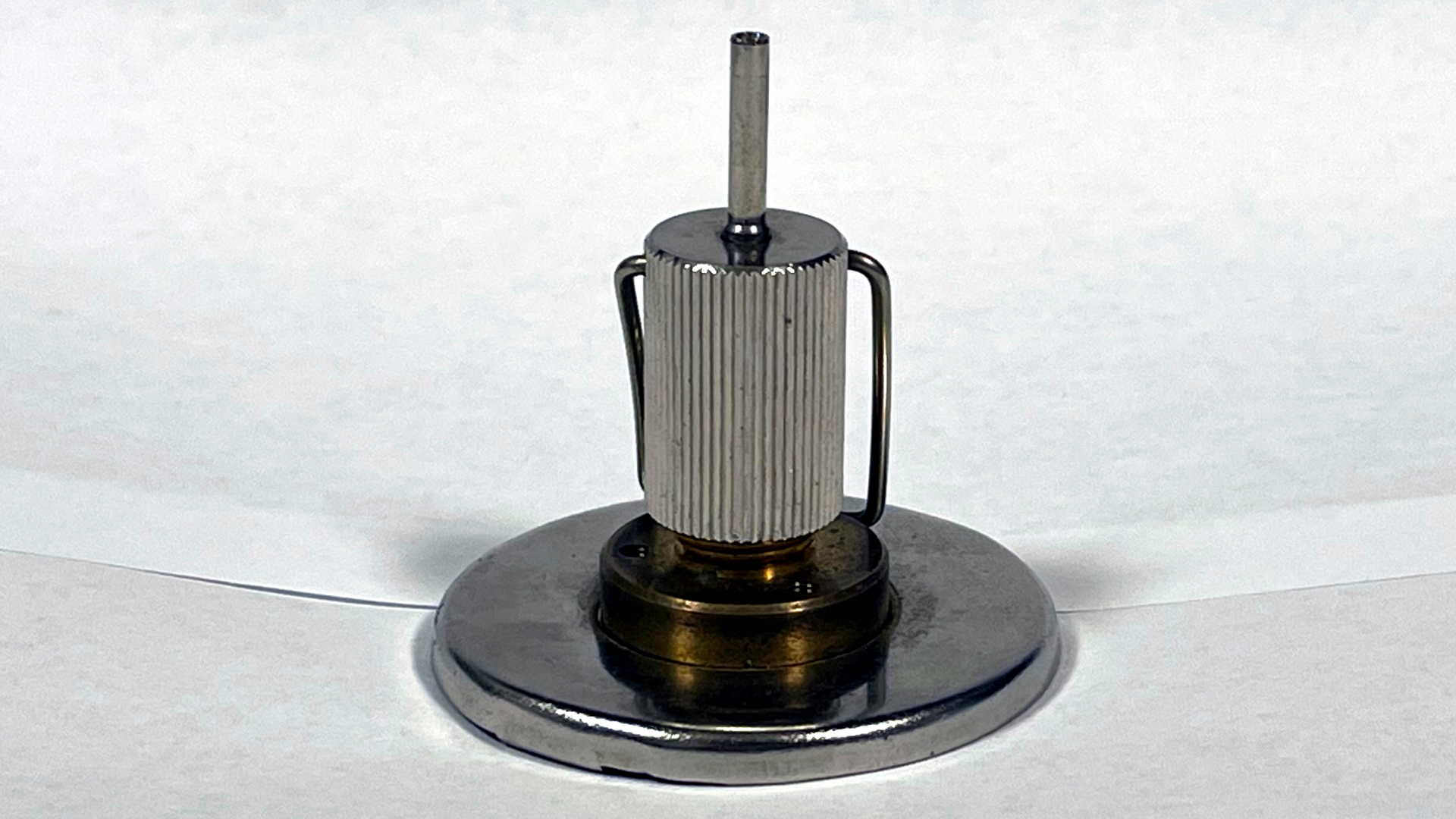
家庭用カセットボンベ（CB缶）をアウトドア向けカセットボンベ（OD缶）に変換するアダプターにさらにガスライター用ノズルに変換するアダプターを接続した例

### 炭火焼ガス着火式
木炭を載せてガス管を付けてガス(他にガスバーナー)で着火する炭火焼ガス着火式(別名は炭ガス)の焜炉があり、主にバーベキューの焜炉と焼肉屋の焜炉で使われる。

### 電気焜炉（電気抵抗）

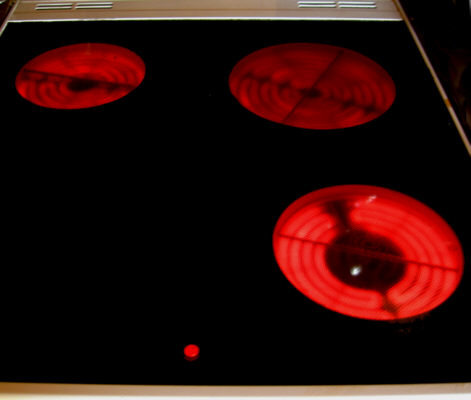
加熱した状態の電気焜炉

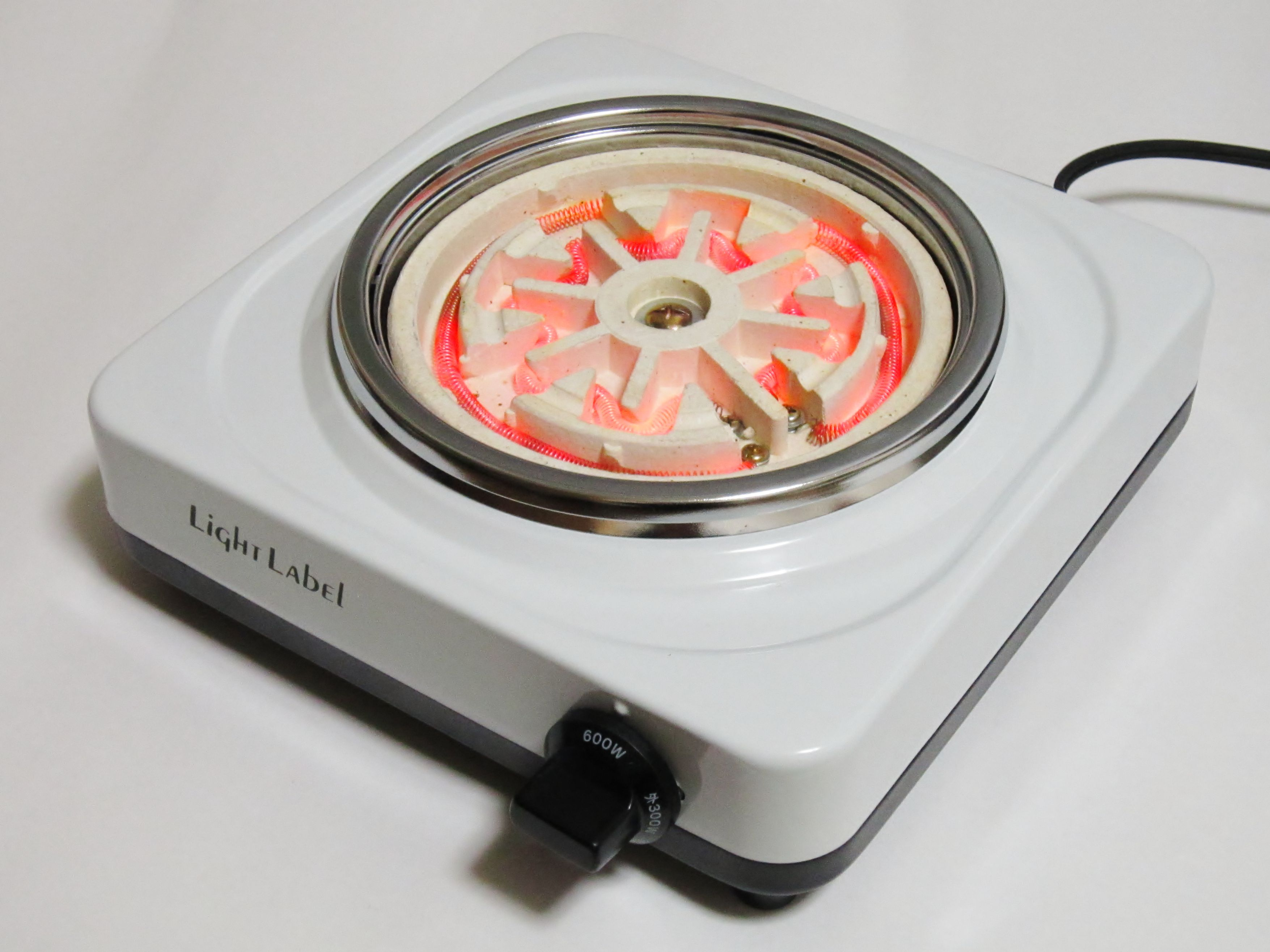
ニクロム線を利用した電気こんろ

ニクロム線などの電気抵抗の小さくない導電体に、電流を通してジュール熱を発生させて高温にし、熱伝導や熱放射によって加熱する。
日本では、第二次世界大戦後の1946年（昭和21年）頃から簡易電熱器として普及し、家庭の必需品となっていた。
商用電源等の電力インフラが必要。機種によってはエアコンと同様に200Vの専用電源配線が要る。停電時は当然使えない。厨房へのガス配管工事がいらないことや、ガス漏れによる爆発事故・直火からの引火の危険性が少ないといった利点もあることから、ワンルームマンションなどの賃貸集合住宅を中心に多く用いられている。電気こんろ（とくに簡易卓上型）では十分な発熱量が得られないと思われがちだが製品次第であり、据付型電気こんろではガス方式と得られる熱量に一義的な差はない。
熱効率はIH方式より低く利用頻度次第では使用コストが割高になる。運用コスト面はまちまちであり、都市ガスやプロパンガスと比較しても地区電力会社やガス会社の料金体系や契約形態（オール電化契約等）、あるいはこんろの使用状況による。
チャーハンなどあおり調理（フライパンをこんろから離したり振ったりする動作）を要する調理法にはあまり向かないが、ほぼ全ての煮炊きに適する。熱放射が直接得られるため餅焼きや海苔・干物などの炙りも可能。
燃焼のための酸素供給は不要なので、換気は食材からの煙などのためだけに必要。
かつてはコイル状の電熱線が露出している製品（裸発熱線）が主流で、通電中の電気回路が露出していることによる、漏電や感電の危険性があった。そのため今日では、絶縁されている製品が主流となっている。シーズヒーター（金属管に耐熱絶縁被覆電熱線を通して隙間に充填材を詰めた物）式電気こんろは外観がやや太い渦巻き蚊取り線香のようであり、ラジエントヒーターは、IHクッキングヒーターと同様にヒーターがガラストップの下に有り露出しておらず、IHクッキングヒーターをメインとした機種にラジエントヒーターが組み込まれている場合もある。呼称については電熱線が露出しているものを「電気こんろ」、シーズヒーターを「電気クッキングヒーター」と呼んで区別するメーカーもある。
スイッチオフの後も数分から十数分間は余熱により、かなり熱いため注意が必要である。小型電気こんろについては、使用方法の周知不徹底から漫然と安全なものと過信し、加熱面に安易にダンボールや紙袋などを置き何かの拍子に通電され火災が発生する、といった事故が複数報告されており、お詫びCMの放映も含めたリコールを実施する事態に陥っている。